# Прапор Білопільського району
Пра́пор Білопі́льського райо́ну — офіційний символ Білопільського району Сумської області, затверджений 11 лютого 2004 року рішенням 13 сесії Білопільської районної ради 24 скликання.

## Опис
Прапор являє собою прямокутне полотнище зі співвідношенням сторін 2:3, що складається з трьох вертикальних смуг — синьої, білої і синьої у співвідношенні 1:2:1. У центрі білої смуги розміщено герб району.
Герб — це перетятий щит, у синій частині якого на срібному пагорбі розташована срібна кам'яна вежа. Над нею розміщено золотий шолом зі срібними деталями, а з обох боків — по золотому колоску. У золотій частині знаходяться три червоні водяні млини.